# 법지
법지(法知)는 신라의 성악가이다. 주지(注知)로 기록되기도 한다.
552년 진흥왕의 명을 받고 계고·만덕과 함께 우륵에게서 노래를 배웠다. 가야금을 배운 계고와 춤을 배운 만덕과 함께 왕 앞에서 연주회를 갖고 찬사를 받았다. 당시 12곡을 줄여 아정한 5곡으로 고쳤다 한다.

## 참고 자료
- 이 문서에는 다음커뮤니케이션(현 카카오)에서 GFDL 또는 CC-SA 라이선스로 배포한 글로벌 세계대백과사전의 내용을 기초로 작성된 글이 포함되어 있습니다.